# Marc Bouissou
Marc Émile Bouissou (* 6. April 1931 in Joinville-le-Pont; † 23. November 2018 in Boulogne-Billancourt) war ein französischer Ruderer. Er gewann eine Silbermedaille bei den Olympischen Spielen 1952.

## Karriere
Marc Bouissou begann mit dem Rudersport beim Verein Nautical Society Marne. Nach seinem Wehrdienst studierte er in Paris und ruderte für US Métro. Bouissou siegte von 1951 bis 1953 bei den französischen Meisterschaften im Vierer ohne Steuermann.
Bei den Olympischen Spielen 1952 in Helsinki ruderten Pierre Blondiaux, Jean-Jacques Guissart, Marc Bouissou und Roger Gautier im französischen Vierer. Die Franzosen qualifizierten sich mit Siegen in Vorlauf und Halbfinale für das Finale. Im Finale siegten die Jugoslawen mit fast drei Sekunden Vorsprung vor den Franzosen, die ihrerseits über vier Sekunden Vorsprung auf die drittplatzierten Finnen hatten.
1953 bei den Europameisterschaften in Kopenhagen saßen Blondiaux, Guissart, Bouissou und Gautier im französischen Achter und gewannen die Bronzemedaille hinter den Booten aus der Sowjetunion und aus Dänemark.
1954 schloss Bouissou sein Studium ab, 1955 heiratete er und übernahm zunächst das Familienunternehmen seiner Frau. Später gründete er mit seinem Bruder ein Transportunternehmen für Technische Anlagen und ein Lagerungs-Unternehmen. Nach dem Rückzug aus seinen Unternehmen kehrte er als Trainer zum Rudersport zurück. 2007 wurde er für seine sportlichen und unternehmerischen Aktivitäten zum Ritter des Ordre national du Mérite ernannt.